# Yu Lik-wai
Yu Lik-wai, noto anche con lo pseudonimo di Nelson Yu (余力爲T, 余力为S, Yú LìwéiP; Hong Kong, 12 agosto 1964), è un direttore della fotografia e regista hongkonghese attivo prevalentemente in Cina, meglio noto per la fotografia dei film di Jia Zhangke.

## Biografia
Si laurea in Belgio presso l'Institut national supérieur des arts de spectacle (INSAS) e, tornato in patria, comincia a lavorare come direttore della fotografia. Viene messo in contatto con un giovane regista della Cina continentale, Jia Zhangke, il cui cortometraggio universitario era appena stato premiato al Festival internazionale del cinema di Hong Kong. Yu diventerà un suo importante collaboratore, curando la fotografia di quasi tutti i suoi film a partire dal suo primo lungometraggio, Xiao Wu (1997). A partire dal cortometraggio Gōnggòng chǎngsuǒ (2001) e dal successivo lungomentraggio Rèn xiāoyáo (2002), passa al digitale, contribuendo a creare quella che sarebbe diventata l'estetica propria del regista.
Jia l'ha omaggiato con una battuta nel film Zhàntái (2000), dove un annuncio avverte i pendolari di stare attenti a un gruppo di criminali evasi, tra cui un certo Yu Liwei, "dal marcato accento cantonese e fluente in francese".
È poi passato dietro la macchina da presa dirigendo Tiānshàng rénjiān, in concorso al Festival di Cannes 1999, Míngrì tiānyá, in concorso Un Certain Regard al Festival di Cannes 2003, e Dàng kòu, in concorso alla 65ª Mostra internazionale d'arte cinematografica di Venezia.

## Filmografia

### Direttore della fotografia (parziale)
- Xiao Wu, regia di Jia Zhangke (1997)
- Qiānyán wàn yǔ, regia di Ann Hui (1999)
- Zhàntái, regia di Jia Zhangke (2000)
- Rèn xiāoyáo, regia di Jia Zhangke (2002)
- Shìjiè, regia di Jia Zhangke (2004)
- Still Life (Sānxiá hǎorén), regia di Jia Zhangke (2006)
- Èrshísì chéng jì, regia di Jia Zhangke (2008)
- Dream Home (Wéiduōlìyǎ yī hào), regia di Pang Ho-cheung (2011)
- Love and Bruises, regia di Lou Ye (2011)
- A Simple Life (Táo jiě), regia di Ann Hui (2011)
- Il tocco del peccato (Tiān zhùdìng), regia di Jia Zhangke (2013)
- Al di là delle montagne (Shānhé gùrén), regia di Jia Zhangke (2015)
- Generazione romantica (Fēngliú yīdài), regia di Jia Zhangke (2024)

### Regista
- Měilì de húnpò – mediometraggio documentario (1996)
- Tiānshàng rénjiān (1999)
- Míngrì tiānyá (2003)
- Dance Me to the End of Love, episodio di Jeonju Digital Project 2004 (2004)
- Dàng kòu (2008)

## Riconoscimenti
- Festival di Venezia
  - 2008 – In concorso per il Leone d'oro con Dàng kòu
- Festival di Cannes
  - 1999 – In concorso per la Palma d'oro per Tiānshàng rénjiān
  - 2003 – In concorso per il premio Un Certain Regard per Míngrì tiānyá
- National Society of Film Critics
  - 2009 – Miglior fotografia (3º posto) per Still Life
- Los Angeles Film Critics Association
  - 2008 – Miglior fotografia per Still Life